# مدام دیری
سید عبدالقاهر قاهری متخلص به مدام مشهور به مدام دیری شاعر جنوب، متولد ۱۲۶۵ قمری در بوشهر، از بدو زندگی متوطن بندر دیر بوده و به مدام دیری مشهور است حدود هفتاد سال عمر داشته‌است. آرامگاه او در قبرستان قدیمی بندر دیر می‌باشد. اجداد وی از بحرین بوده‌اند.
شعر او به گونه‌ای بازتولید سنت ادبی شعر فارسی است. وی سیروسیاحت و مسافرت‌های به خوزستان، بصره، بندر لنگه و هند داشته‌است. ده سال را در هندوستان به سر برده است. چند صباحی به تسخیر آفتاب (نوعی ریاضت به شیوة مرتاضان هندی) خود را مشغول ساخته.
در بمبی کتابی شعری نوشته که در حال حاضر اوراقی ار آن پیدا شده و در آخرین برگ چاپ شده آن قید نموده که این کتاب در سال ۱۳۰۶ به کمک ملک الوهاب ودرچاپخانه میرزا محمد شیرازی به پایان رسیده (زان جام مدام مست وواله دارش به محمدوآله)
اشعار وی در قالب‌های قصیده، مثنوی، غزل، ترجیع بند و مسمط می‌باشد. غزل‌های وی بیش تر به تبعیت از سبک عراقی و هندی خصوصاً حافظ و صائب می‌باشد.
مثنوی‌های او تحت تأثیر مضامین بلند حکیمانه نظامی گنجه‌ای است؛ و به مثنوی خسرو و شیرین نظامی نظر داشته‌است. اما مثنوی او «مثنوی یوسف و زلیخا»، بر خلاف خسرو و شیرین نظامی که عاشقانه است، محتوای حکمی – مذهبی دارد.

## نمونه اشعار
آثار شعری او در سالهای اخیر بدست آمده‌است. از شعرهای اوست:
| من آن یگانه شاعر دهرم که روزگار |  | دارد هزار امید که با من سخن کند |

قصاید وی بیش تر به سبک قصاید شاعرانی چون فرخی سیستانی، خاقانی و انوری بسیار نزدیک است:
| ساقی زلعل لاله گون در جام، صهبا ریخته  |  | یا در صراحی از جنون، خون دل ما ریخته   |
| می یوسف مصر فرح، زندان خم و تختش قدح   |  | بنگر به جامش مابرح اشک زلیخا ریخته     |
| میخانه فردوس برین، خم کوثر و می انگبین |  | رضوان می از ماء معین در جام صهبا ریخته |